# 시흥시의 국회의원
시흥시와 그 직전 행정 구역인 시흥군의 국회의원에 대한 문서이다.

## 행정구역 변천
- 1945년 8월 15일 경기도 시흥군
- 1949년 8월 13일 시흥군 동면 구로리·도림리·번대방리가 서울특별시 영등포구에 편입
- 1963년 1월 1일 시흥군 신동면·동면 일부(시흥리·독산리·가리봉리·신림리·봉천리)가 서울특별시 영등포구에 편입, 동면 폐지, 화성군 일왕면 일부(이리·삼리·고천리·왕곡리·오전리·학의리·내손리·청계리·포일리)에 시흥군 의왕면 설치
- 1973년 7월 1일 시흥군 안양읍에 안양시 설치, 부천군 소래면을 시흥군에 편입
- 1979년 5월 1일 서면이 소하읍으로, 남면이 군포읍으로 각각 승격
- 1981년 7월 1일 시흥군 소하읍에 광명시 설치
- 1983년 2월 15일 화성군 반월면 월암리·초평리를 시흥군 의왕읍에 편입
- 1986년 1월 1일 시흥군 과천면에 과천시 설치, 시흥군 군자면 일부, 수암면 일부가 안산시에 편입
- 1989년 1월 1일 시흥군 의왕읍에 의왕시, 군포읍에 군포시, 소래읍·군자면·수암면에 시흥시 각각 설치, 시흥군 폐지

## 시흥군의 역대 국회의원 일람
| 대수         | 이름           | 소속정당   | 임기                             | 선거구역                                    |
| ------------ | -------------- | ---------- | -------------------------------- | ------------------------------------------- |
| 제1대        | 이재형(李載灐) | 무소속     | 1948년 5월 31일~1950년 5월 30일  | 시흥군 일원                                 |
| 제2대        | 이재형(李載灐) | 대한국민당 | 1950년 5월 31일~1954년 5월 30일  | 시흥군 일원                                 |
| 제3대        | 이영섭(李英燮) | 자유당     | 1954년 5월 31일~1958년 5월 30일  | 시흥군 일원                                 |
| 제4대        | 이재형(李載灐) | 자유당     | 1958년 5월 31일~1960년 7월 28일  | 시흥군 일원                                 |
| 제5대 민의원 | 이재형(李載灐) | 무소속     | 1960년 7월 29일~1961년 5월 16일  | 시흥군 일원                                 |
| 제6대        | 옥조남(玉朝南) | 민주공화당 | 1963년 12월 17일~1967년 6월 30일 | 시흥군·부천군·옹진군 일원                   |
| 제7대        | 오학진(吳學鎭) | 민주공화당 | 1967년 7월 1일~1971년 6월 30일   | 시흥군·부천군·옹진군 일원                   |
| 제8대        | 이택돈(李宅敦) | 신민당     | 1971년 7월 1일~1972년 10월 17일  | 시흥군 일원                                 |
| 제9대        | 이택돈(李宅敦) | 신민당     | 1973년 3월 12일~1979년 3월 11일  | 시흥군·부천군·옹진군 일원(제6선거구)        |
| 제9대        | 오학진(吳學鎭) | 민주공화당 | 1973년 3월 12일~1979년 3월 11일  | 시흥군·부천군·옹진군 일원(제6선거구)        |
| 제10대       | 이택돈(李宅敦) | 신민당     | 1979년 3월 12일~1980년 7월 4일   | 부천시·안양시·시흥군·옹진군 일원(제6선거구) |
| 제10대       | 윤국노(尹國老) | 민주공화당 | 1979년 3월 12일~1980년 10월 27일 | 부천시·안양시·시흥군·옹진군 일원(제6선거구) |
| 제11대       | 윤국노(尹國老) | 민주정의당 | 1981년 4월 11일~1985년 4월 10일  | 안양시·시흥군·옹진군 일원(제6선거구)        |
| 제11대       | 이석용(李奭鎔) | 민주한국당 | 1981년 4월 11일~1985년 4월 10일  | 안양시·시흥군·옹진군 일원(제6선거구)        |
| 제12대       | 이택돈(李宅敦) | 신한민주당 | 1985년 4월 11일~1988년 5월 29일  | 안양시·광명시·시흥군·옹진군 일원(제4선거구) |
| 제12대       | 윤국노(尹國老) | 민주정의당 | 1985년 4월 11일~1986년 12월 9일  | 안양시·광명시·시흥군·옹진군 일원(제4선거구) |
| 제13대       | 황철수(黃哲秀) | 민주정의당 | 1988년 5월 30일~1992년 5월 29일  | 과천시·시흥군 일원                          |

## 시흥시의 역대 국회의원 일람
| 대수   | 이름           | 소속정당     | 임기                             | 선거구역                                                                                          |
| ------ | -------------- | ------------ | -------------------------------- | ------------------------------------------------------------------------------------------------- |
| 제14대 | 제정구(諸廷垢) | 민주당       | 1992년 5월 30일~1996년 5월 29일  | 시흥시·군포시 일원                                                                                |
| 제15대 | 제정구(諸廷垢) | 통합민주당   | 1996년 5월 30일~1999년 2월 9일   | 시흥시 일원                                                                                       |
| 제15대 | 김의재(金義在) | 자유민주연합 | 1999년 3월 31일~2000년 5월 29일  | 시흥시 일원                                                                                       |
| 제16대 | 박병윤(朴炳潤) | 새천년민주당 | 2000년 5월 30일~2004년 5월 29일  | 시흥시 일원                                                                                       |
| 제17대 | 백원우(白元宇) | 열린우리당   | 2004년 5월 30일~2008년 5월 29일  | 시흥시 갑: 대야동, 신천동, 신현동, 은행동, 매화동, 목감동, 과림동, 연성동                         |
| 제17대 | 조정식(趙正湜) | 열린우리당   | 2004년 5월 30일~2008년 5월 29일  | 시흥시 을: 군자동, 정왕본동, 정왕1동, 정왕2동, 정왕3동, 정왕4동                                   |
| 제18대 | 백원우(白元宇) | 통합민주당   | 2008년 5월 30일~2012년 5월 29일  | 시흥시 갑: 대야동, 신천동, 신현동, 은행동, 매화동, 목감동, 과림동, 연성동                         |
| 제18대 | 조정식(趙正湜) | 통합민주당   | 2008년 5월 30일~2012년 5월 29일  | 시흥시 을: 군자동, 정왕본동, 정왕1동, 정왕2동, 정왕3동, 정왕4동                                   |
| 제19대 | 함진규(咸珍圭) | 새누리당     | 2012년 5월 30일~2016년 5월 29일  | 시흥시 갑: 대야동, 신천동, 신현동, 은행동, 매화동, 목감동, 과림동, 연성동, 능곡동                 |
| 제19대 | 조정식(趙正湜) | 민주통합당   | 2012년 5월 30일~2016년 5월 29일  | 시흥시 을: 군자동, 정왕본동, 정왕1동, 정왕2동, 정왕3동, 정왕4동                                   |
| 제20대 | 함진규(咸珍圭) | 새누리당     | 2016년 5월 30일~2020년 5월 29일  | 시흥시 갑: 대야동, 신천동, 신현동, 은행동, 매화동, 목감동, 과림동, 연성동, 능곡동, 장곡동         |
| 제20대 | 조정식(趙正湜) | 더불어민주당 | 2016년 5월 30일~2020년 5월 29일  | 시흥시 을: 군자동, 월곶동, 정왕본동, 정왕1동, 정왕2동, 정왕3동, 정왕4동                           |
| 제21대 | 문정복(文貞福) | 더불어민주당 | 2020년 5월 30일~ 2024년 5월 29일 | 시흥시 갑: 대야동, 신천동, 신현동, 은행동, 매화동, 목감동, 과림동, 연성동, 능곡동, 장곡동         |
| 제21대 | 조정식(趙正湜) | 더불어민주당 | 2020년 5월 30일~ 2024년 5월 29일 | 시흥시 을: 군자동, 월곶동, 정왕본동, 정왕1동, 정왕2동, 정왕3동, 정왕4동, 배곧동                   |
| 제22대 | 문정복(文貞福) | 더불어민주당 | 2024년 5월 30일 ~ 현재           | 시흥시 갑: 대야동, 신천동, 신현동, 은행동, 매화동, 목감동, 과림동, 연성동, 장곡동                 |
| 제22대 | 조정식(趙正湜) | 더불어민주당 | 2024년 5월 30일 ~ 현재           | 시흥시 을: 군자동, 월곶동, 정왕본동, 정왕1동, 정왕2동, 정왕3동, 정왕4동, 거북섬동, 배곧동, 능곡동 |

## 같이 보기
- 과천시·시흥군
- 시흥시·군포시
- 시흥시 (선거구)
- 시흥시 갑
- 시흥시 을
- 서울 영등포구의 국회의원
- 서울 구로구의 국회의원
- 서울 금천구의 국회의원
- 인천 남동구의 국회의원
- 수원시의 국회의원
- 화성시의 국회의원
- 부천시의 국회의원
- 안산시의 국회의원
- 안양시의 국회의원
- 오산시의 국회의원
- 광명시의 국회의원
- 과천시의 국회의원
- 의왕시의 국회의원
- 군포시의 국회의원
- 양평군의 국회의원
- 의정부시의 국회의원
- 연천군의 국회의원
- 파주시의 국회의원
- 시흥군의 국회의원